# Категорія коми
У теорії категорій, категорія коми — спеціальна конструкція, що надає спосіб вивчення морфізмів не як співвіднесення об'єктів категорії один з одним, а як самостійних об'єктів. Назва «категорія коми» з'явилася через початкове (введене Ловером) позначення, яке включало знак коми. Згодом стандартне позначення змінилося з міркувань зручності.

## Визначення

### Загальний випадок
Нехай {\displaystyle {\mathcal {A}},{\mathcal {B}}} і {\displaystyle {\mathcal {C}}} — категорії, а {\displaystyle S} і {\displaystyle T} — функтори
{\displaystyle {\mathcal {A}}{\xrightarrow {\;\;S\;\;}}{\mathcal {C}}{\xleftarrow {\;\;T\;\;}}{\mathcal {B}}}
Категорію коми {\displaystyle (S\downarrow T)} можна побудувати так:
- Об'єкти — всі трійки вигляду {\displaystyle (\alpha ,\beta ,f)}, де {\displaystyle \alpha } — об'єкт {\displaystyle {\mathcal {A}}}, {\displaystyle \beta } — Об'єкт {\displaystyle {\mathcal {B}}}, і {\displaystyle f:S(\alpha )\rightarrow T(\beta )} — морфізм у {\displaystyle {\mathcal {C}}}.
- Морфізм з {\displaystyle (\alpha ,\beta ,f)} в {\displaystyle (\alpha ',\beta ',f')} — всі пари {\displaystyle (g,h)}, де {\displaystyle g:\alpha \rightarrow \alpha '}, {\displaystyle h:\beta \rightarrow \beta '} — морфізми в {\displaystyle {\mathcal {A}}} і {\displaystyle {\mathcal {B}}} відповідно, такі, що комутує така діаграма:

{\displaystyle {\begin{matrix}S(\alpha )&{\xrightarrow {S(g)}}&S(\alpha ')\\f{\Bigg \downarrow }&&{\Bigg \downarrow }f'\\T(\beta )&{\xrightarrow[{T(h)}]{}}&T(\beta ')\end{matrix}}}
Якщо останній вираз визначено, композиція морфізмів {\displaystyle (g,h)\circ (g',h')} береться як {\displaystyle (g\circ g',h\circ h')}. Тотожний морфізм об'єкта {\displaystyle (\alpha ,\beta ,f)} — це {\displaystyle (\mathrm {id} _{\alpha },\mathrm {id} _{\beta })}.

### Два часткових випадки
Розглянемо два часткових випадки, які простіші й трапляються дуже часто.

Перший випадок — категорія об'єктів над {\displaystyle A}. Нехай у попередньому визначенні {\displaystyle {\mathcal {A}}={\mathcal {C}}}, {\displaystyle S} — тотожний функтор і {\displaystyle {\mathcal {B}}={\textbf {1}}} (категорія з одним об'єктом {\displaystyle *} та одним морфізмом). Тоді {\displaystyle T(*)=A} для деякого об'єкта {\displaystyle A} категорії {\displaystyle {\mathcal {C}}}. У цьому випадку використовують позначення {\displaystyle ({\mathcal {C}}\downarrow A)}. Об'єкти вигляду {\displaystyle (\alpha ,*,f)} — це просто пари {\displaystyle (\alpha ,f)}, де {\displaystyle f:\alpha \rightarrow A}. Іноді в цій ситуації {\displaystyle f} позначають як {\displaystyle \pi _{\alpha }}. Морфізм з {\displaystyle (B,\pi _{B})} в {\displaystyle (B',\pi _{B'})} — це морфізм {\displaystyle g:B\rightarrow B'}, що замикає до комутативної таку діаграму:
Двоїстий випадок — категорія об'єктів під {\displaystyle A}. Тут {\displaystyle S} — функтор з 1 і {\displaystyle T} — тотожний функтор. У цьому випадку використовують позначення {\displaystyle (A\downarrow {\mathcal {C}})}, де {\displaystyle A} — об'єкт {\displaystyle {\mathcal {C}}}, в який відображає {\displaystyle S}. Об'єкти — пари {\displaystyle (B,i_{B})}, де {\displaystyle i_{B}:A\rightarrow B}. Морфізм між {\displaystyle (B,i_{B})} і {\displaystyle (B',i_{B'})} — відображення {\displaystyle h:B\rightarrow B'}, що замикає до комутативної таку діаграму:

### Категорія стрілок
Ще один частковий випадок — коли {\displaystyle S} і {\displaystyle T} — тотожні функтори в {\displaystyle {\mathcal {C}}} (так що {\displaystyle {\mathcal {A}}={\mathcal {B}}={\mathcal {C}}}). У цьому випадку категорію коми називають категорією стрілок {\displaystyle {\mathcal {C}}^{\rightarrow }}. Її об'єкти — морфізми {\displaystyle {\mathcal {C}}}, а її морфізми — комутативні квадрати в {\displaystyle {\mathcal {C}}}.

## Властивості
Для будь-якої категорії стрілок визначено два забутливі функтори з неї:
- Функтор прообразу {\displaystyle S\downarrow T\to {\mathcal {A}}}, який відображає:
  - об'єкти: {\displaystyle (\alpha ,\beta ,f)\mapsto \alpha };
  - морфізми: {\displaystyle (g,h)\mapsto g};
- Функтор образу, {\displaystyle S\downarrow T\to {\mathcal {B}}}, який відображає:
  - об'єкти: {\displaystyle (\alpha ,\beta ,f)\mapsto \beta };
  - морфізми: {\displaystyle (g,h)\mapsto h}.

## Приклади
- Категорія множин із відміченою точкою — це категорія коми {\displaystyle (\bullet \downarrow \mathbf {Set} )}, де {\displaystyle \bullet } — функтор, що вибирає деякий синґлетон, і {\displaystyle \mathbf {Set} } — Тотожний функтор у категорії множин. У подібний спосіб можна утворити категорію топологічних просторів із зазначеною точкою {\displaystyle (\bullet \downarrow \mathbf {Top} )}.
- Категорія графів — це категорія коми {\displaystyle (\mathbf {Set} \downarrow D)}, де {\displaystyle D:\mathbf {Set} \rightarrow \mathbf {Set} } — функтор, що відправляє {\displaystyle s} в {\displaystyle s\times s}. Об'єкти вигляду {\displaystyle (a,b,f)} складаються з двох множин та функції; {\displaystyle a} — індексує множину для ребер, {\displaystyle b} — множину вершин, тоді {\displaystyle f:a\rightarrow (b\times b)} вибирає пару елементів {\displaystyle b} для кожного {\displaystyle a}, тобто {\displaystyle f} вибирає певне ребро зі множини можливих ребер {\displaystyle b\times b}. Морфізми в цій категорії — функції індексувальній множині і множині вершин, такі, що образи вершин, які відповідали даному ребру, відповідатимуть його образу.

## Спряження
Функтори {\displaystyle F:{\mathcal {C}}\rightarrow {\mathcal {D}}} і {\displaystyle G:{\mathcal {D}}\rightarrow {\mathcal {C}}} спряжені тоді й лише тоді, коли категорії коми {\displaystyle (F\downarrow id_{\mathcal {D}})} і {\displaystyle (id_{\mathcal {C}}\downarrow G)} ізоморфні, причому еквівалентні елементи проєктуються на той самий елемент {\displaystyle {\mathcal {C}}\times {\mathcal {D}}}. Це дозволяє описати сполучені функтори, не використовуючи множини, і це було головною причиною появи конструкції категорій коми.

## Природні перетворення
Якщо образи {\displaystyle S,T} збігаються, то діаграма, що визначає морфізм у {\displaystyle S\downarrow T} з {\displaystyle \alpha =\beta ,\alpha '=\beta ',g=h} збігається з діаграмою, що визначає натуральне перетворення {\displaystyle S\to T}. Відмінність між двома визначеннями полягає в тому, що натуральне перетворення — це певний клас морфізмів вигляду {\displaystyle S(\alpha )\to T(\alpha )}, тоді як об'єкти категорії коми — це все морфізми такого вигляду. Функтор у категорію коми може вибрати конкретне сімейство морфізмів. І справді, натуральному перетворенню {\displaystyle \eta :S\to T}, де {\displaystyle S,T:{\mathcal {A}}\to {\mathcal {C}}} відповідає функтор {\displaystyle {\mathcal {A}}\to (S\downarrow T)}, який відображає об'єкт {\displaystyle \alpha } в {\displaystyle (\alpha ,\alpha ,\eta _{\alpha })} і морфізми {\displaystyle g} в {\displaystyle (g,g)}. Це задає бієкцію між природними перетвореннями {\displaystyle S\to T} та функторами {\displaystyle {\mathcal {A}}\to (S\downarrow T)}, які є лівими оберненими обох забутливих функторів з {\displaystyle S\downarrow T}.